# Robert Rauschenberg

Riding Bikes (1998) Berlijn

Robert Rauschenberg (Port Arthur, Texas, 22 oktober 1925 – Captiva Island, Florida, 12 mei 2008) was een Amerikaanse kunstenaar, die aan de basis stond van de Amerikaanse popart-beweging.

## Biografie
Milton Rauschenberg (zijn eigenlijke naam) groeide op in een streng christelijk gezin. Als achttienjarige kwam hij door museumbezoek in contact met kunst. Van 1942 tot 1945 diende hij bij de Amerikaanse marine waar hij zich bewust werd van zijn tekencapaciteiten. Hij studeerde in 1947 in Parijs aan de Académie Julian, van 1948 tot 1950 in North Carolina aan het Black Montain College waar hij les kreeg van de uitgeweken Bauhaus-leraar Josef Albers. De strikte methoden van Albers waren de inspiratiebron om alles radicaal anders te gaan doen. Hij zei over Albers: ‘Wat ik geleerd heb uit de lessen van Albers, is om precies het tegenovergestelde te doen van wat hij zei.’
Vanaf 1949 volgde hij lessen aan de befaamde Art Students League of New York, waar hij in 1952 afstudeerde. In de periode hierna begon Rauschenberg collages te maken. Zijn eerste combine dateert uit 1953. Van de combine Bed uit 1955, bestaande uit olieverf, hoofdkussen, lakens en dekens, wordt beweerd dat de kunstenaar zijn eigen beddengoed gebruikte om dit kunstwerk te maken, omdat hij geen geld bezat om schildersdoek te kopen.
Al snel merkte Rauschenberg dat het individualistische expressionisme een kunststroming was, die hij niet erg apprecieerde. Daarom ontwikkelde hij een realiteit gericht op kunst. Daarop gebaseerd was de stelling: de kijker en kunstenaar zijn gelijkwaardig. Hiermee wilde hij duidelijk maken, dat de laatste actief aan het creatieve gebeuren diende deel te nemen.
Hij evolueerde van abstract expressionist naar popart-artiest en meer bepaald assemblagekunstenaar. Hij stond bekend als schilder, beeldhouwer, fotograaf, performer en choreograaf.
Robert Rauschenberg werd geïnspireerd door Andy Warhol (met zijn zeefdrukken), John Cage met zijn filosofie en Jasper Johns (vanwege zijn objecten en symbolen). Hij had langdurige romantische verhoudingen met de kunstenaars Cy Twombly en Jasper Johns.

## Enkele bekende werken
- Odalisk  1955-1958
- Bed 1955
- Monogram 1955-1959. Dit werk bestaat uit een angorabok in een beschilderde autoband. Een werk dat geënt is op persoonlijke jeugdherinneringen toen zijn lievelingsbok werd geslacht.
- Canyon 1959[2]
- Rauschenberg werkte in 1962 met andere kunstenaars, zoals Daniel Spoerri, Jean Tinguely en Bernhard Luginbühl in het Stedelijk Museum (Amsterdam) aan het project Dylaby (Dynamisch Labyrint).
- Riding Bikes 1998